# Congrès extraordinaire des écrivains de RDA
Le Congrès extraordinaire des écrivains de RDA s'est tenu du 1er au 3 mars 1990 à Berlin-Est.

## Contexte
Après la chute du mur de Berlin, le 9 novembre 1989, la frontière entre les deux Allemagne, la RDA et la RFA, s'est faite moins étanche tandis que les dirigeants allemands et les grandes puissances commençaient à s'entretenir d'une possible réunification. Ce cadre politique permit à l'Association des écrivains allemands de convoquer un congrès extraordinaire. Depuis le congrès de 1947, seuls les écrivains d'Allemagne de l'est pouvaient assister aux congrès de l'association. Ce fut encore le cas, cependant, les auteurs rejetés par le régime et en exil purent y participer s'ils avaient appartenu à un moment à l'association des écrivains de RDA.

## Déroulement
579 auteurs sont venus à Berlin pour ce congrès de l’Associations des écrivains de RDA (de). La rencontre n'a pas pu avoir lieu dans la salle des congrès de l'Alexanderplatz qui était sévèrement endommagée par une tempête survenue peu de temps auparavant. Elle et a donc débuté au centre culturel de la VEB Elektrokohle Lichtenberg et s'est poursuivi dans l'auditorium Maximum de l' université Humboldt. Les membres qui avaient été exclus les années précédentes ou qui avaient quitté le pays ont également été invités. Tous les auteurs présents eurent le droit de voter.
Il y a eu des discussions approfondies et parfois virulentes sur le passé et l'avenir de l'Association des écrivains. Intervinrent notamment lors des débats Stefan Heym, Volker Braun, Rainer Kirsch et Christa Wolf (dont c'était la première apparition après près de vingt ans d'absence lors des congrès des auteurs de RDA). Un nouveau conseil d’administration de l’Association des écrivains a été élu. Le nouveau président était le poète Rainer Kirsch, ses adjoints Joachim Walther et Bernd Jentzsch, jusqu'alors exclu, et Stefan Heym a été déclaré président d'honneur.
Le 31 décembre 1990, l'association, rebaptisée Association des écrivains allemands après la réunification, a cessé ses activités par décision du conseil d'administration.